# Камбулат Ідарович
Камбулат Ідарович (д/н — 1589) — валій-пши (великий князь) Малої Кабарди з 1578 до 1589 року.

## Життєпис
Походив із династії Інала Великого, володаря єдиної Кабарди. Син Ідара-мірзи, що мав значні володіння у Великій Кабарді. Стосовно дати народження Темрюка немає відомостей.
1578 року після смерті Пшепшуко Кайтукова очолив Малу Кабарду. Того ж року на чолі кабардинського посольства здійснив поїздку до Москви, де був з великими почестями прийнятий царем Іваном IV. Його син Хорошай-мурза прийняв православну віру під ім'ям Бориса Камбулатовича, ставши московським воєводою та боярином.
Камбулат Черкаський просив у московського царя військової допомоги у боротьбі зі своїми супротивниками та відновлення фортеці на р. Сунжи з огляду на початок чергової османо-перської війни, що могла зачепити й Кабарду. Натомість отримав царську грамоту на право пануватив Кабарді, а потім відправлено послання до небожа Камбулата — Мамстрюка Темрюковича.
Зберігав союзні відносини з Московським царством (які там розглядалися як данницькі). 1588 року відправив до Москви посольство на чолі із небожем Мамстрюком і сином Куденетом. У липні 1589 року Камбулат Ідарович отримав звернення Івана IV відправити допоміжні загони для війни зі Швецією, але невдовзі очільник Малої Кабарди помер. Новим валій-пши став Асланбек Кайтуков.